# 塚本昌則
塚本 昌則（つかもと まさのり、1959年4月15日 - ）は、日本のフランス文学者、翻訳家。
東京大学教授。

## 来歴・人物
秋田県生まれ。1982年東京大学文学部仏文科卒業。1992年同大学院人文科学研究科博士課程中退。
1991年パリ第12大学で博士号取得。1992年東大文学部助手、1994年白百合女子大学専任講師、1997年東大人文社会系研究科助教授、2007年准教授。
2011年教授。
1999年『コーヒーの水』で渋沢クローデル賞ルイ・ヴィトンジャパン特別賞、日仏翻訳文学賞受賞。
『カリブ海偽典』で日本翻訳文化賞受賞。　

## 著書
- 『フランス文学講義 言葉とイメージをめぐる12章』（中公新書） 2012
- 『目覚めたまま見る夢 20世紀フランス文学序説』（岩波書店） 2019

### 共編
- 『〈前衛〉とは何か?〈後衛〉とは何か? 文学史の虚構と近代性の時間』（鈴木雅雄共編、平凡社） 2010
- 『写真と文学: 何がイメージの価値を決めるのか』（平凡社） 2013
- 『ヴァレリーにおける詩と芸術』（三浦信孝共編、水声社） 2018

## 翻訳
- 『アントワーヌ・ヴォロディーヌ』（アルト・ソロ、白水社） 1995
- 『科学者たちのポール・ヴァレリー』（ロビンソン=ヴァレリー編、菅野昭正・松田浩則・恒川邦夫 共訳、紀伊國屋書店） 1996
- 『コーヒーの水』（コンフィアン、紀伊國屋書店） 1999
- 『日常礼賛 フェルメールの時代のオランダ風俗画』（ツヴェタン・トドロフ、白水社） 2002、新版2013
- 『斬首の光景』（ジュリア・クリステヴァ、星埜守之 共訳、みすず書房） 2005
- 『記号学への夢 1958 - 1964』（ロラン・バルト、みすず書房、ロラン・バルト著作集4） 2005
- 『〈中性〉について コレージュ・ド・フランス講義 1977 - 1978年度』（ロラン・バルト、筑摩書房、ロラン・バルト講義集成2） 2006
- 『カリブ海偽典 最期の身ぶりによる聖書的物語』（パトリック・シャモワゾー、紀伊國屋書店） 2010
- 『レヴィ＝ストロース』（カトリーヌ・クレマン、白水社、文庫クセジュ）2014
- 『文学との訣別 近代文学はいかにして死んだのか』（ウィリアム・マルクス、水声社） 2019
- 『マホガニー　私の最期の時』（エドゥアール・グリッサン、水声社） 2021

### ポール・ヴァレリー
- 『アガート 訳・注解・論考』（ポール・ヴァレリー、恒川邦夫 共訳・解説、筑摩書房）1994
- 『〈夢〉の幾何学』（ポール・ヴァレリー、共編訳、「ヴァレリー集成Ⅱ」筑摩書房） 2011
- 『レオナルド・ダ・ヴィンチ論』（ポール・ヴァレリー、ちくま学芸文庫） 2013
- 『三声書簡 1888 - 1890』ヴァレリー、アンドレ・ジッド / ピエール・ルイス と（松田浩則・山田広昭・森本淳生 共訳・解説、水声社） 2016
- 『ドガ ダンス デッサン』（ポール・ヴァレリー、岩波文庫） 2021

## 論文
- <塚本昌則

## 参考
- 東京大学年報：https://www.l.u-tokyo.ac.jp/schema/annual_report9/nenpo9.3.18futsubun.html